# Arthropodium neocaledonicum
Arthropodium neocaledonicum är en sparrisväxtart som beskrevs av John Gilbert Baker. Arthropodium neocaledonicum ingår i släktet Arthropodium och familjen sparrisväxter.
Artens utbredningsområde är Nya Kaledonien. Inga underarter finns listade i Catalogue of Life.